# Kasimir Konstantin Plater

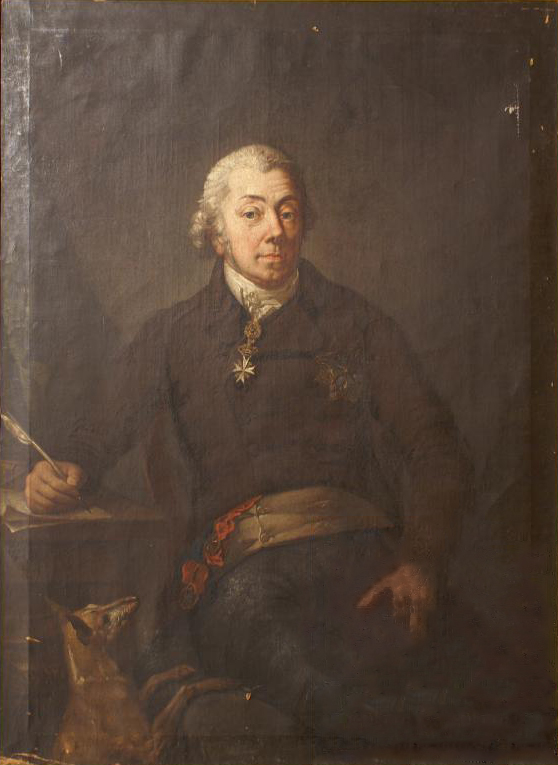
Graf Kasimir Konstantin Plater

Graf Kasimir Konstantin Plater (* 1746/1749; † 4. August 1807) war der letzte litauischer Vizekanzler vor der russischen Machtübernahme.

## Leben
Kasimir Konstantin war Angehöriger des deutsch-baltischen Adelsgeschlechts von dem Broel genannt Plater. Seine Eltern waren Graf Konstantin Ludwig Plater (1722–1778) und Fürstin Augusta Ogińska (1724–1791).
Plater gehörte der Russland zugeneigten polnischen Partei an und war Teilnehmer der Konföderation von Targowica. Von 1790 bis 1793 war er Kastellan von Trakai, darüber hinaus auch livländischer Starost von Dünaburg. Als Konsular gehörte er dem Ständigen Rat an, war weiterhin Offizier der königlich polnischen Nationalkavallerie. 1773 wurde ihm der Grafenstand aufgetragen.
Plater war unmittelbar durch verschiedene diplomatische Missionen, insbesondere nach Russland, in die Prozesse der zweiten und dritten Teilung Polens eingebunden und an diesen von polnischer Seite aktiv beteiligt.

## Familie
Plater vermählte sich 1773 in Warschau mit Isabell Ludwika von der Borch (1752–1813), einer Schwester von Graf Michael Johann von der Borch und Tochter des der polnischen Kanzlers Johann Andreas Josef von der Borch (1715–1780) und der Ludwika Anna von Syberg (1725–1788). Aus der Ehe gingen sieben Söhne hervor:
- Ludwig (1775–1846), polnischer Generalkommissar im Finanzministerium, Senator und Kastellan,[1] ⚭ Maria Brzostowska
- Johann (1776–1850), ⚭ Karolina Plater (1784–1840)
- Michael (1777–1862), polnischer Ingenieur-Major, kurländischer Regierungsrat, litauischer Vizegouverneur, ⚭ 1803 Freiin Isabella Helena Syberg zu Wischling (1785–1849) → Stammeltern der Grafen Plater-Syberg[2]
- Konstantin (1778–1849), polnischer Adelsmarschall[3]
- Kasimir (1780–1848), ⚭I Hedwig Plater; ⚭II Katarzyna Szczawińska; ⚭III Adela Heyden
- Stanislaus (1784–1851), polnischer Offizier, Historiker und Geograph, ⚭ Antonina Gajewska (1791–1866)
- Heinrich (1785–1808)

## Auszeichnungen
- 1775 Ritter des Malteserordens
- 1776 Sankt-Stanislaus-Orden
- 1787 Alexander-Newski-Orden
- 1791 Weißer-Adler-Orden

## Werke
Plater verfasste und publizierte im Wesentlichen in polnischer Sprache, Napiersky (Lit.) bringt zumindest die Übersetzung einiger Titel. Nachstehend eine Auswahl, untenstehend (Weblinks) sind weitere Werke zu finden.
- Głos Jasnie Wielmoznego Kazimierza Platera Starosty Grodowego Xsięstwa Jnflanckiego, 1780 (Digitalisat)
- Kosmopolita Do Narodu Polskiego, Warszawa 1790, (Digitalisat)
- Kopia Listu Platera Starosty Inflantskiego Do Posłow Inflantskich W okoliczności, Seymikow 1790 (Digitalisat)
- W sprawie konserwatyzmu w Polsce, Warszawa 1922 (Digitalisat)